# Ділліан Вайт
Ділліан Вайт (англ. Dillian Whyte; нар. 11 квітня 1988) — британський професійний боксер ямайського походження, «тимчасовий» чемпіон світу за версією WBC (2019—2020, 2021—2022) та обов'язковий претендент на титул чемпіона світу за версією WBC (2019—2020), володар титулів WBC Silver (2017—2020) та WBO International (2018—2019) у важкій вазі.

## Ранні роки
Вайт народився в Порт-Антоніо, Портленд, Ямайка, 11 квітня 1988 року і переїхав з родиною до Сполученого Королівства, коли йому було 12 років. У школі займався боксом, але спочатку став професійним кікбоксером, дворазовим чемпіоном Великої Британії у важкій вазі та одноразовим чемпіоном Європи з К-1, завершивши свою кар'єру в кікбоксингу з результатом 20-1 у К-1, перш ніж перейти до ММА. 
В аматорському боксі Вайт провів лише 6 боїв, в яких здобув 5 перемог нокаутом. У своєму першому аматорському бою, у 2009 році, у віці 20 років, Вайт переміг Ентоні Джошуа одностайним рішенням суддів у трьох раундах.
2011 року перейшов до професійного боксу.

## Таблиця боїв
| 31 Перемога (21 нокаутом), 4 Поразки, 0 Нічиїх. |           |                    |        |         |     |                   |                                         | |
| №                                               | Результат | Противник          | Спосіб | Раунд   | Час | Дата              | Місце проведення                        | Примітки |
| 35                                              | 31-4      | Мозес Ітаума       | TKO    | 1 (10)  |     | 16 серпня 2025    | Дірійя Арена, Ед-Дірійя                 | Бій за титули WBA International, WBO Inter-Continental та вакантний титул чемпіона Співдружності у важкій вазі. |
| 34                                              | 31-3      | Ебенезер Тетте     | RTD    | 7 (10)  |     | 15 грудня 2024    | Europa Point Sports Complex, Гібралтар  | |
| 33                                              | 30-3      | Крістіан Хаммер    | RTD    | 3 (10)  |     | 17 березня 2024   | TF Royal Theatre, Каслбар               | |
| 32                                              | 29-3      | Джермейн Франклін  | MD     | 12      |     | 26 листопада 2022 | Вемблі Арена, Лондон                    | |
| 31                                              | 28-3      | Тайсон Ф'юрі       | TKO    | 6 (12)  |     | 23 квітня 2022    | Вемблі, Лондон                          | Бій за титул чемпіона WBC у важкій вазі.                                                                        |
| 30                                              | 28-2      | Олександр Повєткін | TKO    | 4 (12)  |     | 27 березня 2021   | Europa Point Sports Complex, Гібралтар  | Завоював титул «тимчасового» чемпіона WBC у важкій вазі.                                                        |
| 29                                              | 27-2      | Олександр Повєткін | TKO    | 5 (12)  |     | 22 серпня 2020    | Matchroom Sport Headquarters, Брентвуд  | Втратив титул «тимчасового» чемпіона WBC у важкій вазі.                                                         |
| 28                                              | 27-1      | Маріуш Вах         | UD     | 10      |     | 7 грудня 2019     | Дірійя Арена, Ед-Дірійя                 | |
| 27                                              | 26-1      | Оскар Рівас        | UD     | 12      |     | 12 липня 2019     | O2 Arena, Лондон                        | Завоював вакантний титул «тимчасового» чемпіона WBC у важкій вазі.                                              |
| 26                                              | 25-1      | Дерек Чісора       | KO     | 11 (12) |     | 22 грудня 2018    | O2 Arena, Лондон                        | Захистив титули чемпіона WBC Silver і WBO International у важкій вазі.                                          |
| 25                                              | 24-1      | Джозеф Паркер      | UD     | 12      |     | 28 липня 2018     | O2 Arena, Лондон                        | Захистив титул чемпіона WBC Silver у важкій вазі. Завоював титул чемпіона WBO International у важкій вазі.      |
| 24                                              | 23-1      | Лукас Браун        | KO     | 6 (12)  |     | 24 березня 2018   | O2 Arena, Лондон                        | Захистив титул чемпіона WBC Silver у важкій вазі                                                                |
| 23                                              | 22-1      | Роберт Геленіус    | UD     | 12      |     | 28 жовтня 2017    | Principality Stadium, Кардіфф           | Завоював вакантний титул чемпіона WBC Silver у важкій вазі.                                                     |
| 22                                              | 21-1      | Малкольм Танн      | TKO    | 3 (8)   |     | 19 липня 2017     | Pinnacle Bank Arena, Лінкольн, Небраска | |
| 21                                              | 20-1      | Дерек Чісора       | SD     | 12      |     | 10 грудня 2016    | Манчестер Арена, Манчестер              | Захистив титул інтернаціонального чемпіона за версією WBC у важкій вазі.                                        |
| 20                                              | 19-1      | Ян Левісон         | RTD    | 10 (12) |     | 7 жовтня 2016     | The SSE Hydro, Глазго                   | Виграв вакантний титул чемпіона Великої Британії за версією BBBofC у важкій вазі.                               |
| 19                                              | 18-1      | Девід Аллен        | UD     | 10      |     | 30 липня 2016     | First Direct Arena, Лідс                | Виграв вакантний титул інтернаціонального чемпіона за версією WBC у важкій вазі.                                |
| 18                                              | 17-1      | Івіца Бакурін      | KO     | 6 (8)   |     | 25 червня 2016    | O2 Arena, Лондон                        | |
| 17                                              | 16-1      | Ентоні Джошуа      | TKO    | 7 (12)  |     | 12 грудня 2015    | O2 Arena, Лондон                        | Бій за титули WBC International, чемпіона Великої Британії за версією BBBofC та Співдружності у важкій вазі.    |